# Polia bombycina
Polia bombycina là một loài bướm đêm thuộc họ Noctuidae. Loài này có ở châu Âu.
Sải cánh dài 43–52 mm. Con trưởng thành bay từ tháng 5 đến tháng 7 tùy theo địa điểm.
Ấu trùng ăn nhiều loại thực vật thân thảo.

## Hình ảnh

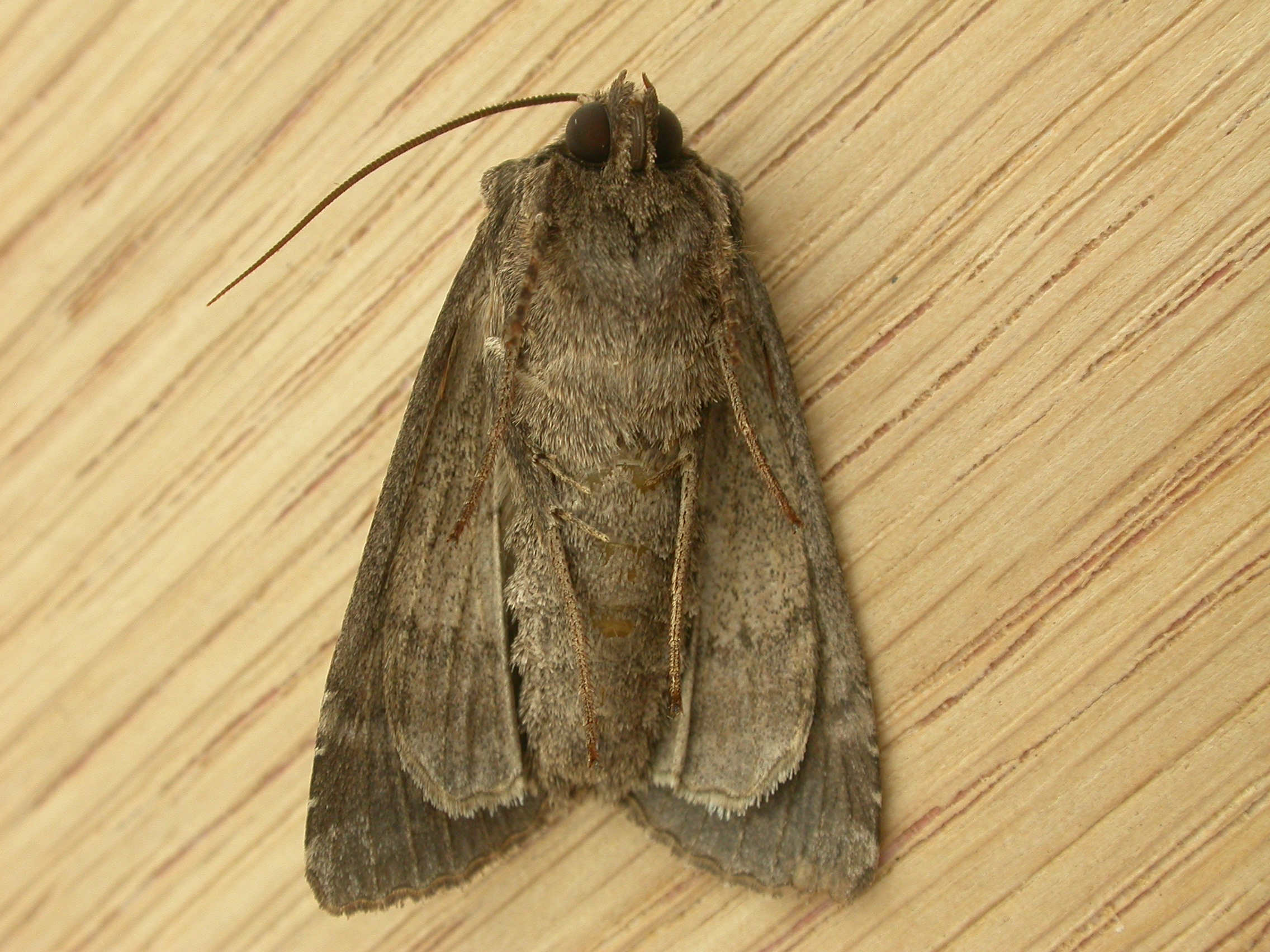
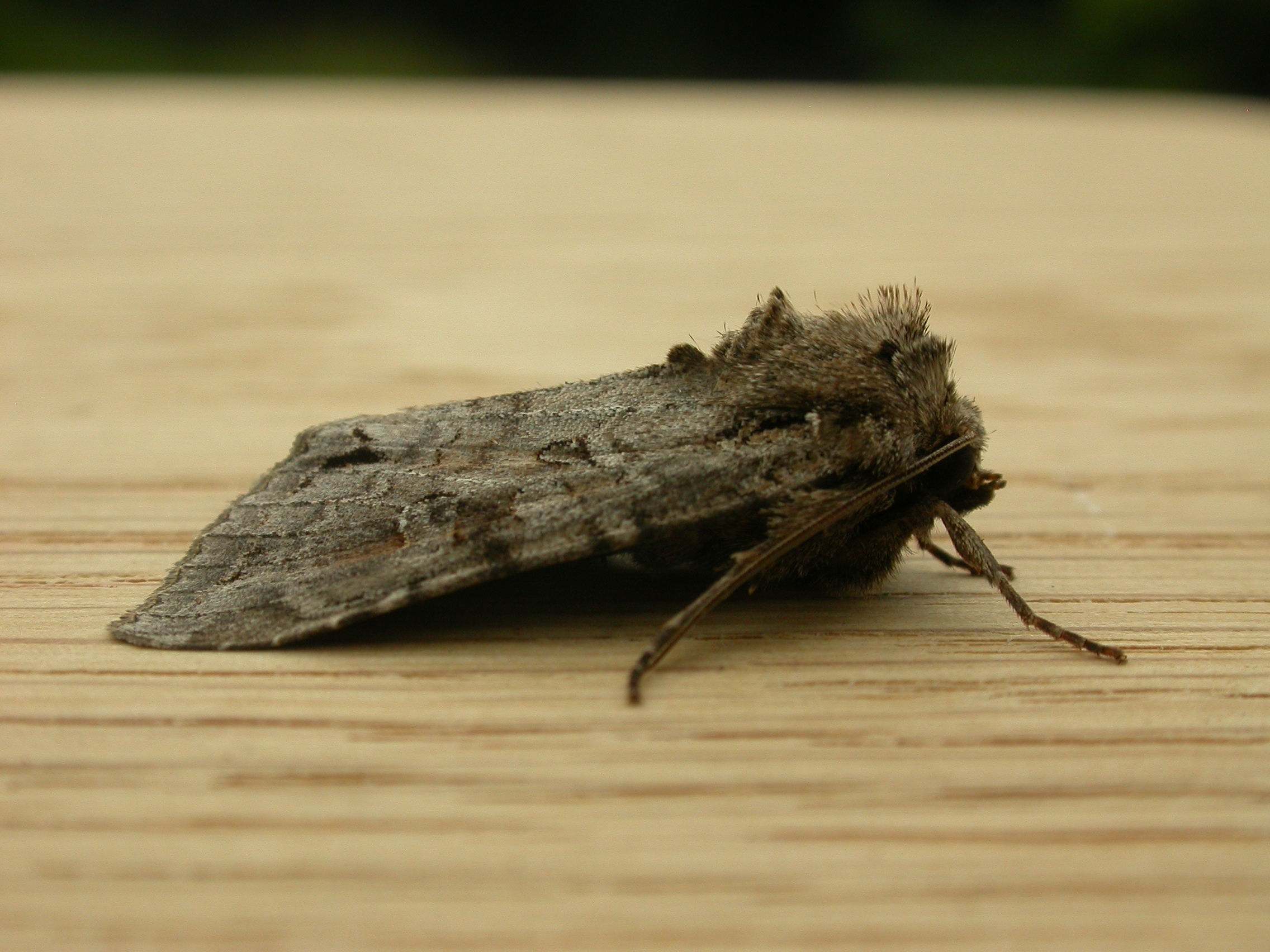
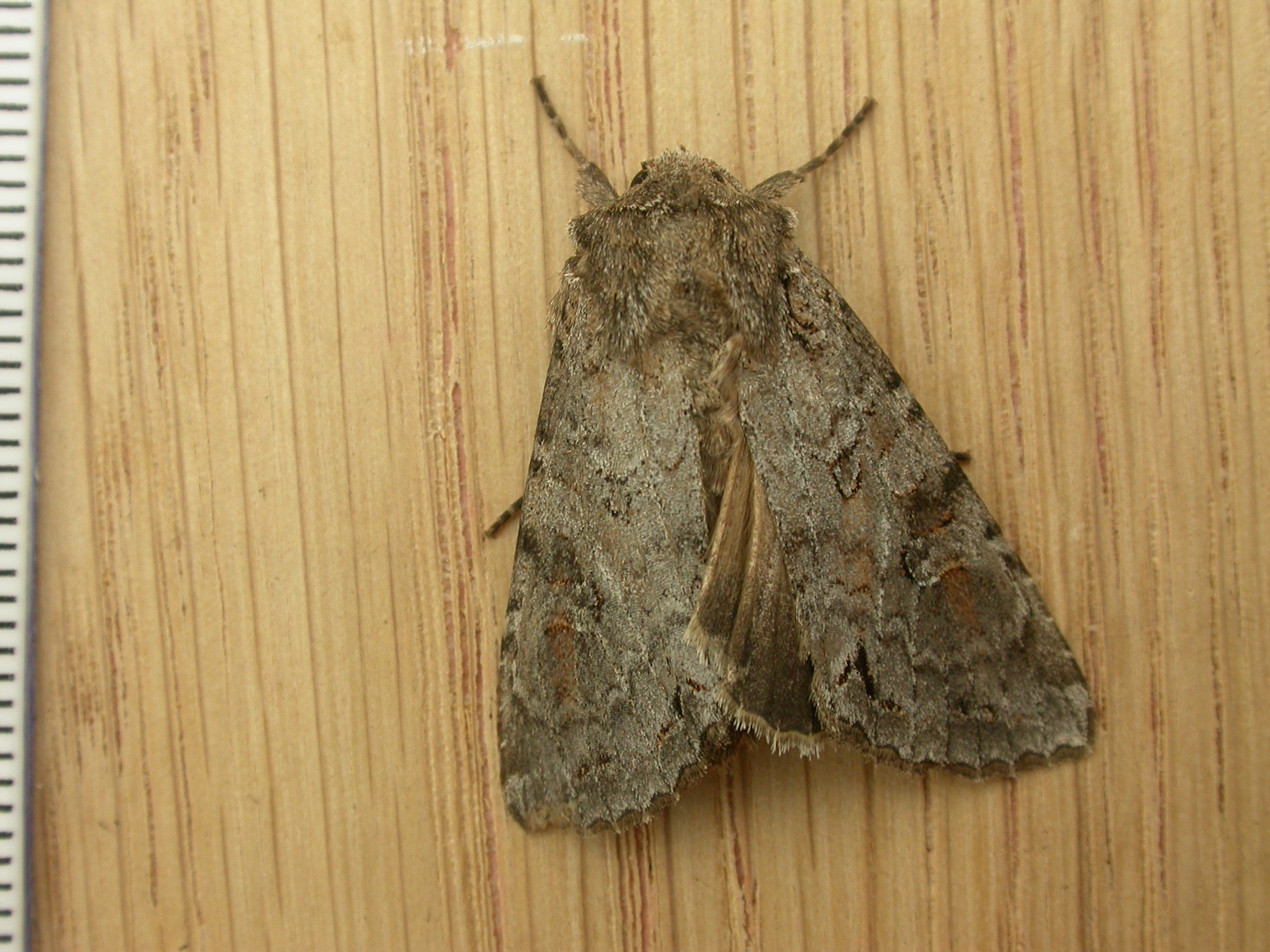
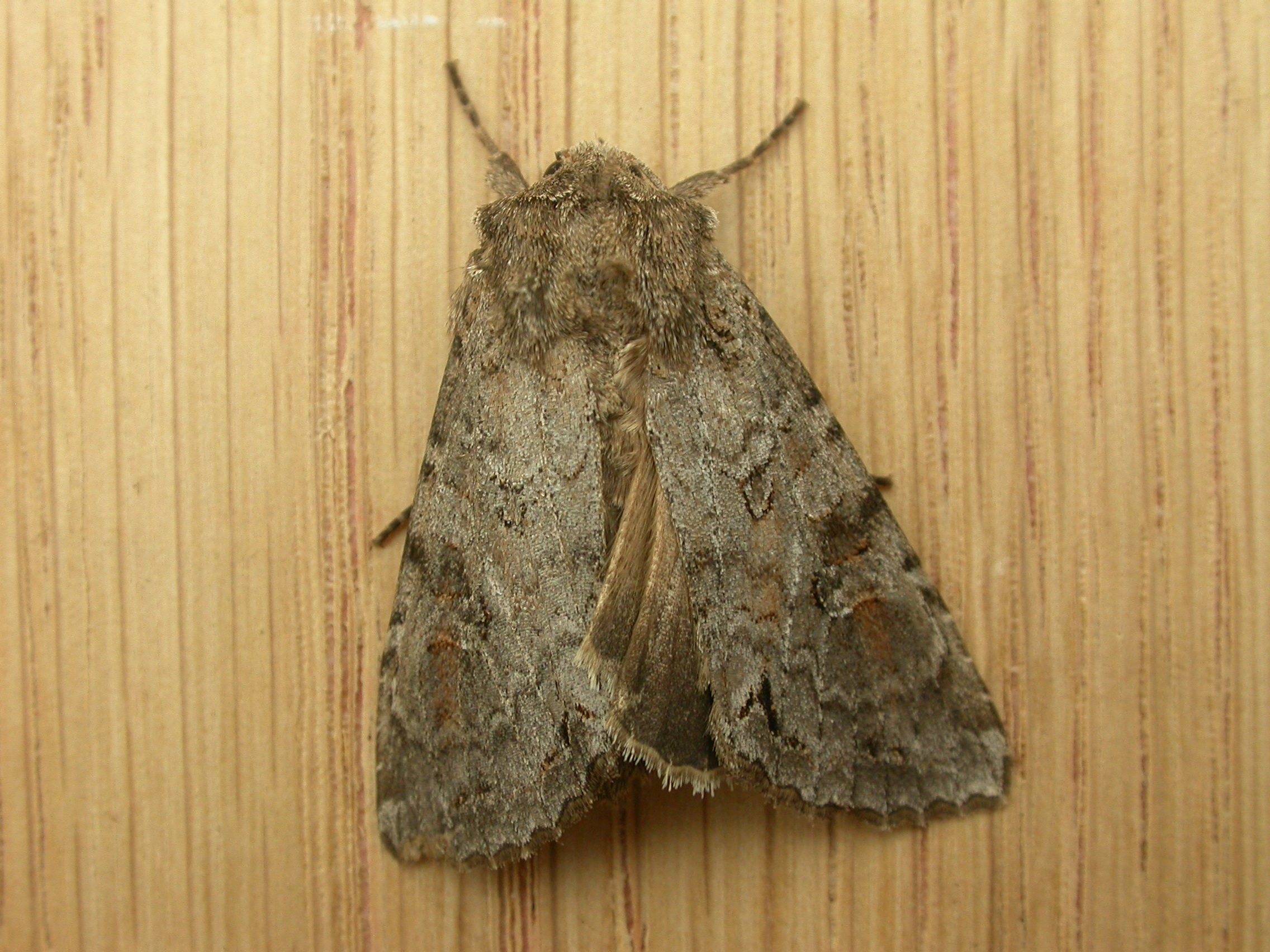